# Tatra-Nationalpark (Slowakei)
Der Tatra-Nationalpark (slowakisch Tatranský národný park, Abk. TANAP) ist der älteste slowakische Nationalpark. Er erstreckt sich in der nördlichen Mitte der Slowakei entlang des gleichnamigen Gebirges und umfasst dessen Untergliederungen Westtatra, Hohe Tatra und Belaer Tatra. Die Kernzone bedeckt eine Fläche von 738 km² in den politischen Bezirken Žilinský kraj (Okresy Tvrdošín und Liptovský Mikuláš) und Prešovský kraj (Okresy Poprad und Kežmarok). Der Sitz der Verwaltung befindet sich in Svit. Der Nationalpark ist durch die Weltnaturschutzunion IUCN als Schutzgebiet der Kategorie II (Nationalpark) anerkannt.
Zusammen mit dem polnischen Tatra-Nationalpark ist der Nationalpark seit 1992 ein UNESCO-Biosphärenreservat. Rechnet man eine 307,03 km² große Schutzzone hinzu, umfasst die gesamte Fläche des Nationalparks 1045 km². Das macht etwa 2,13 % der Fläche der gesamten Slowakei aus. Durch den Park verlaufen zahlreiche Wanderwege mit einer Gesamtlänge von etwa 600 km und 22 Radwanderwege.
Der höchste Berg des Nationalparks ist die Gerlachovský štít (Gerlsdorfer Spitze, 2654,4 m n.m.), die zugleich höchster Berg der Slowakei und der gesamten Karpaten ist.
Als Symbol des Nationalparks, das auch auf dem Logo der Verwaltung erscheint, gilt die Tatra-Gämse (Rupicapra rupicapra tatrica).

## Geschichte
Der Park wurde per Gesetz 11/1948 Zb. des SNR (Slowakischer Nationalrat) am 1. Januar 1949 gegründet, somit handelt es sich um den ältesten slowakischen Nationalpark. 1987 wurde der Park um die Westtatra erweitert, wodurch die Fläche auf 741,11 km² in der Kernzone und 365,74 km² in der Schutzzone stieg. 2003 wurden die Grenzen geändert und der Park zum heutigen Stand verkleinert. Seit 2004 gehört ein 617,35 km² großes Gebiet innerhalb des Nationalparks zu den Natura-2000-Schutzgebieten (Code: SKUEV0307).

## Geographie

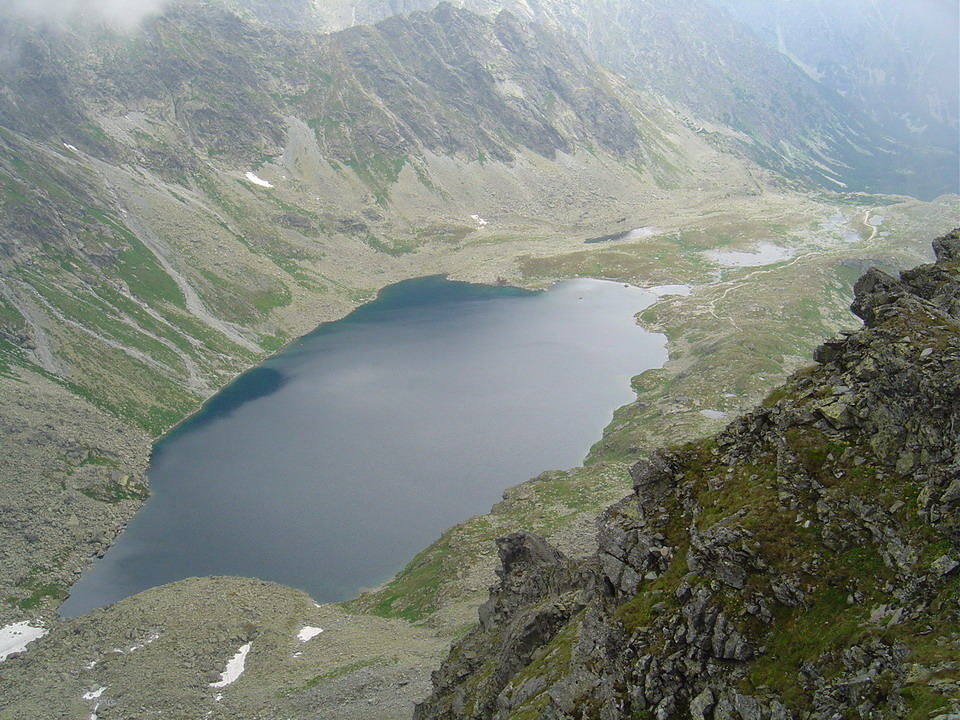
Der See Veľké Hincovo pleso

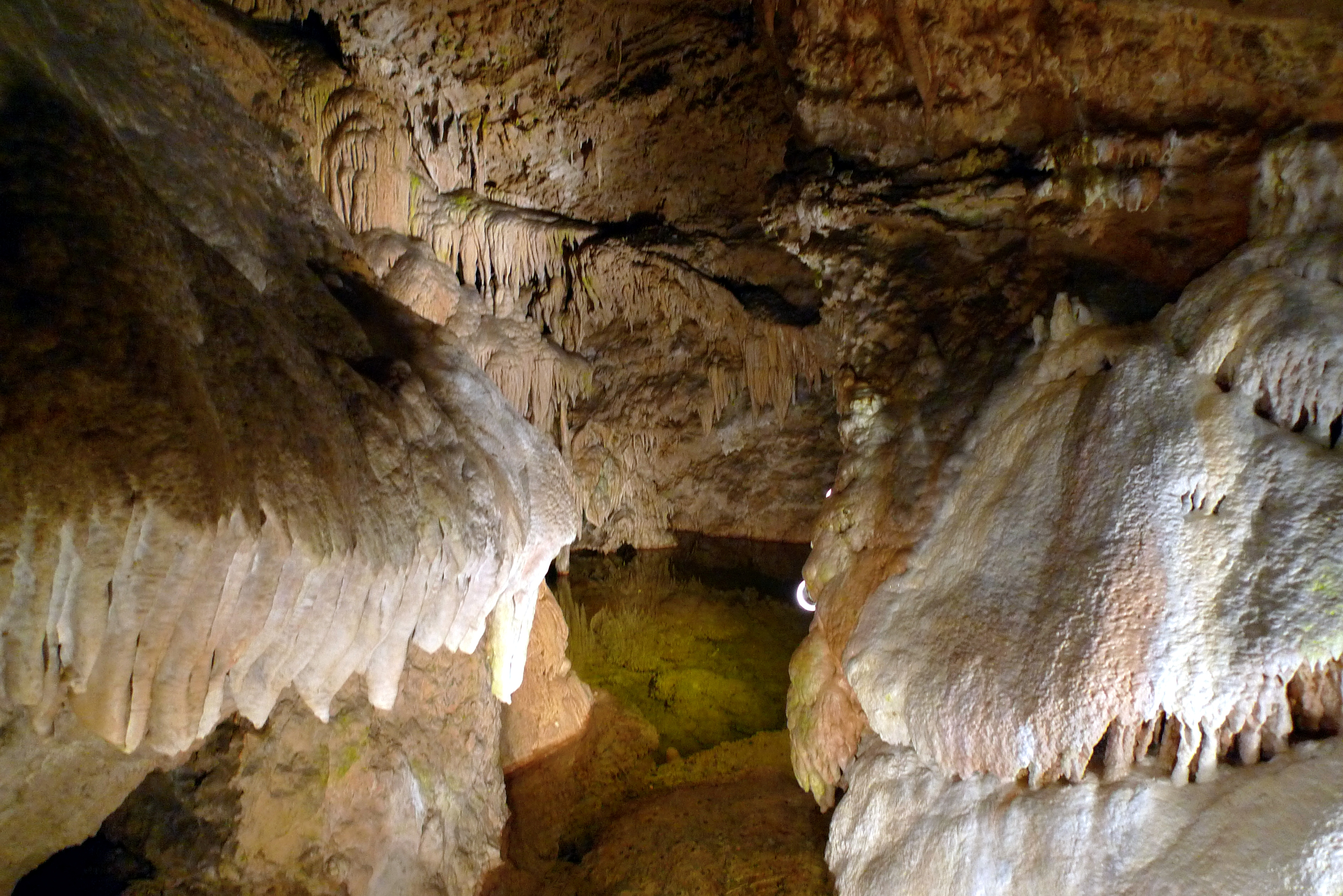
Das Innere der Belianska jaskyňa

Der Nationalpark bedeckt vollständig die slowakische Seite der Tatra und umfasst damit die West- und die Osttatra. Diese Einteilung ist ungefähr auch für die politischen Bezirke Žilinský kraj und Prešovský kraj gültig. Die Westtatra wird in folgende Teile geteilt: Osobitá, Roháče, Sivý vrch (wörtlich Grauer Berg), Liptovské Tatry (Liptauer Tatra), Liptovské Kopy, Červené vrchy (Rote Berge). Die Osttatra umfasst die Hohe Tatra und die Belaer Tatra. Neben dem Gebirge selbst befinden sich kleinere Teile des Parks auch in den umliegenden Talkesseln, insbesondere der Podtatranská kotlina (Unter-Tatra-Kessel). Im Rahmen der traditionellen Landschaften liegt die Mehrheit in der Zips (Spiš) und Liptau (Liptov), mit einem Teil im Nordwesten in der Arwa (Orava).
Durch den Park verläuft die Wasserscheide zwischen zwei Meeren, wobei die Grenze zwischen den Gebieten in der Gegend des Ortes Štrbské Pleso, am gleichnamigen See gelegen, verläuft. Westlich der Wasserscheide speisen die Bäche letztlich den Fluss Waag, der zum Einzugsgebiet des Schwarzen Meers gehört; bedeutende Fließgewässer sind Biely Váh, Belá und Studený potok. Östlich von Štrbské Pleso gehört das Gebiet zum Einzugsgebiet des Poprad, dessen Wasser über Dunajec und Weichsel in Richtung Ostsee fließt. Neben dem Fluss Poprad sind auch die Bäche Studený potok, Kežmarská Biela voda und Biela voda bedeutend.
Als Relikt der letzten Eiszeit befinden sich mehr als hundert Gletscherseen (die plesá, Sing. pleso genannt werden, abweichend vom normalen Begriff jazero für einen See) im Nationalpark. Der wohl bekannteste See ist der Štrbské pleso (Tschirmer See), der größte ist der Veľké Hincovo pleso mit einer Fläche von 20 ha und Tiefe von 58 m. Zu den bekanntesten Tatra-Wasserfällen gehören die folgenden: Studenovodské vodopády, Kmeťov vodopád, Vajanského vodopád, Roháčsky vodopád und Vodopád Skok.
Bis heute sind mehr als 300 Höhlen bekannt, jedoch nur zwei sind als Schauhöhlen der Öffentlichkeit zugänglich, die Belianska jaskyňa in der Gemarkung Tatranská Kotlina (Stadt Vysoké Tatry) sowie die Brestovská jaskyňa bei Zuberec. Die bisher längsten bekannten Höhlensysteme sind der Mesačný tieň (wörtlich: Mondschatten) mit mehr als 24 km und die Javorinka mit mehr als 9300 m. Zugleich sind diese auch die tiefsten: in der Höhle Mesačný tieň erreicht die Höhendifferenz den Wert 451 m.
Der höchste Berg im Gebiet des Nationalparks ist die Gerlachovský štít in der Hohen Tatra. In der Westtatra und der Belaer Tatra sind es die Bystrá (2248 m n.m.) bzw. der Havran (2152 m n.m.).

## Klima

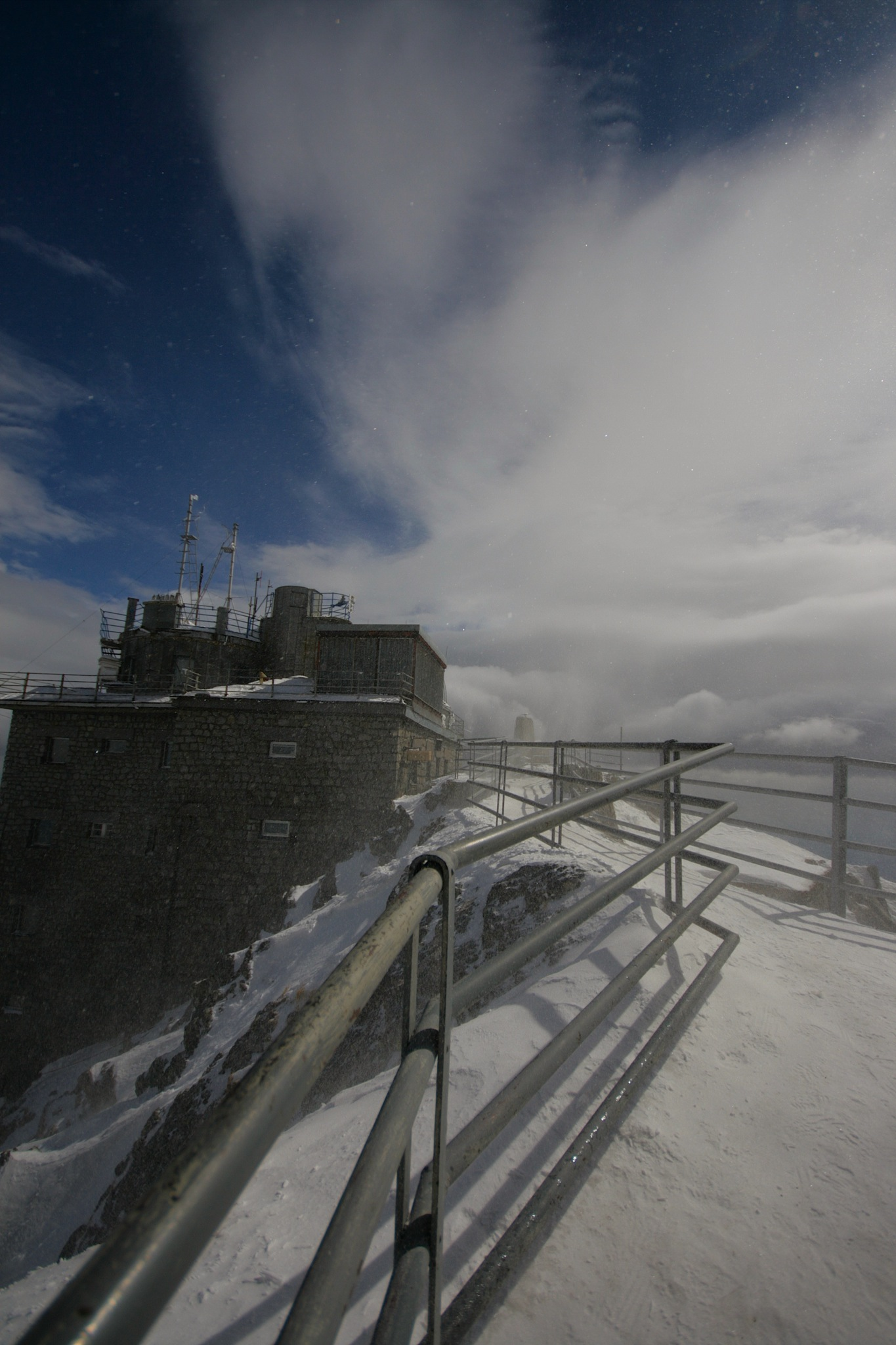
Wetterstation auf dem Lomnický štít, die höchste in der Slowakei

Die Tatra gehört zu den kältesten und feuchtesten Gebieten der Slowakei. In den tiefer gelegenen Lagen herrscht noch das für Talkessel in der Slowakei typische Wetter, bis man stufenweise die Gipfel der höchsten Berge erreicht. Pro 100 Höhenmeter fällt die Lufttemperatur um etwa 0,6 °C. In Poprad (672 m n.m.) erreicht die jährliche Durchschnittstemperatur 5,5 °C, auf dem Lomnický štít (2.632 m n.m.) sinkt sie auf −3,8 °C. Die monatliche Durchschnittstemperatur im Juli beträgt 4,2 °C auf dem Lomnický štít, 14,4 °C in Starý Smokovec und 16,2 °C in Poprad.
Die Winde wehen zumeist aus westlicher oder nordwestlicher Richtung. Durch die Lage und Höhe des Gebirges entsteht ein Regenschatten auf der windabgewandten slowakischer Seite, sodass die jährlichen Niederschläge um etwa 300 mm geringer sind als in Polen, wenn man zum Beispiel Zakopane mit Tatranská Lomnica vergleicht. In Poprad betragen die durchschnittlichen jährlichen Niederschläge 608 mm, auf dem Lomnický štít 1.561 mm. Die feuchtesten Orte befinden sich im Tal Veľká Studená dolina: bei Zbojnícka chata werden Werte von 2000 bis 2500 mm, stellenweise auch mehr erfasst. Als der feuchteste Monat gilt der Juli, als trockenster der Februar.
Die Schneebedeckung dauert üblicherweise vom November bis Mai, in der höheren Lagen und Tälern bis zur Mitte des Sommers. In den höchsten Lagen kann es auch im August schneien.
Wie in anderen Hochgebirgen kann es zum plötzlichen Wettersturz und schnellen Temperaturänderungen kommen. Instabile Monate sind vom Juni bis August, das sonnige Wetter am Vormittag kann am Nachmittag in ein heftiges Gewitter umschlagen. Besonders oberhalb der Waldgrenze besteht große Gefahr eines Blitzschlags. Als stabilste Periode und die beste Zeit zum Tourismus gilt der Altweibersommer Ende September und Oktober. Im Spätjahr sind Temperaturinversionen typisch, wodurch die kalte Luft mit Nebel in den Talkessel einströmt, während weiter oben klare Sicht und warmes Wetter herrschen.

## Flora und Fauna

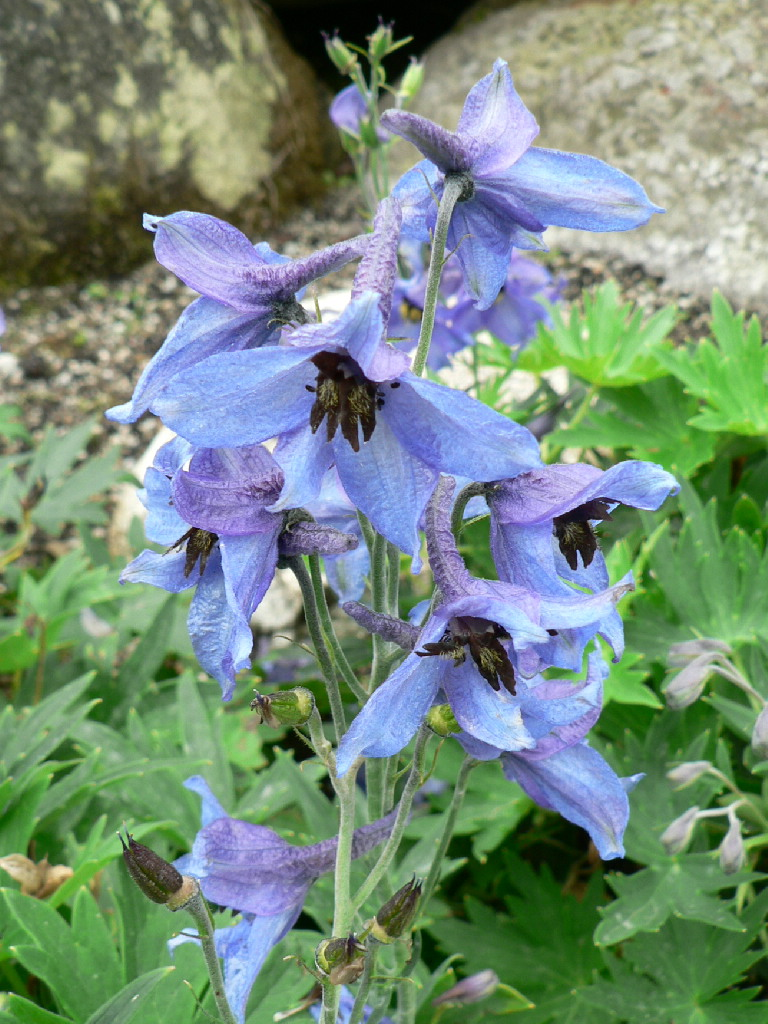
Delphinium oxysepallum

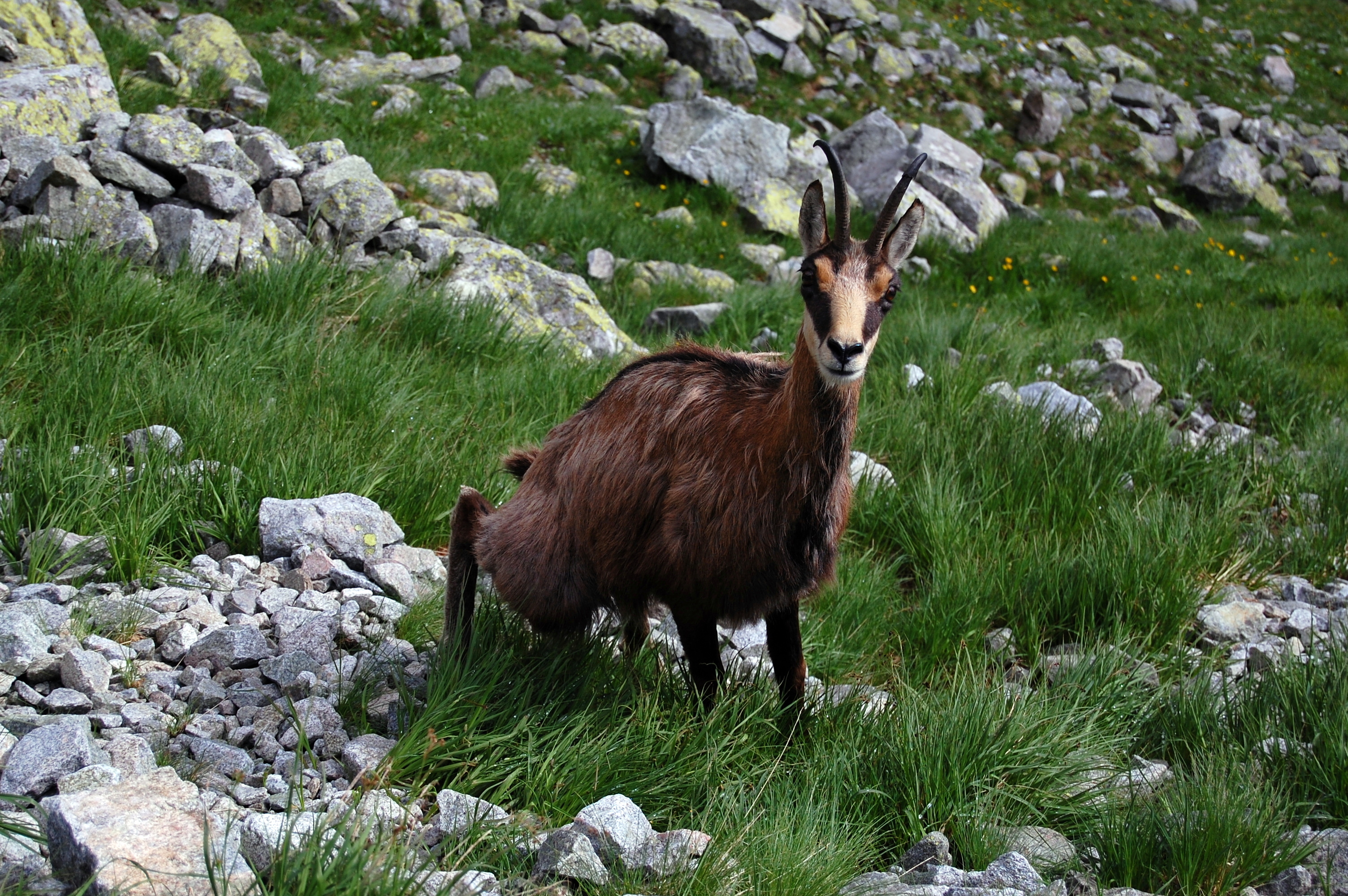
Die Tatra-Gämse

Der geologische Aufbau, Bodeneigenschaften und klimatische Verhältnisse tragen zur einzigartigen Pflanzen- und Tierwelt bei.
Etwa zwei Drittel des Parks sind bewaldet, zumeist mit Fichten und Tannen. Neben diesen Arten wachsen auch noch Waldkiefer, Zirbelkiefer, Europäische Lärche und Bergkiefer. Im Laubwald der Belaer Tatra wachsen zumeist Ahorne. In der Höhe von 800 bis etwa 1550 m n.m. wachsen fast ausschließlich Fichtenarten, manchmal Tannenfichten, oftmals auf Kosten des ehemaligen Buchenwaldes. Ein bis zu 170 km/h starker Orkan am 19. November 2004 hat weitreichende Flächen des Fichtenwaldes zerstört und mancherorts auch den Landschaftsblick verändert. Die Waldgrenze befindet sich zwischen 1550 und 1650 m n.m. Oberhalb dieser Grenze wachsen nur vereinzelt Fichten und Lärchen. Stufenweise erreicht man nach der Krummholz-Stufe (Obergrenze 1800–1850 m n.m.) die subalpine und schließlich alpine Vegetationszone.
Auf dem Gebiet des Nationalparks wachsen fast 1400 Gattungen der Gefäßpflanzen, davon sind 37 Endemiten in der Tatra. Zu diesen gehören Erysimum wahlenbergii aus der Gattung Schöterich, Cochlearia tatrae (Löffelkräuter), Erigeron hungaricus (Berufkräuter) und weitere. Relikte aus der Eiszeit umfassen unter anderem folgende Pflanzen: Ranunculus alpestris (Hahnenfuß), Ranunculus glacialis, Dianthus glacialis (Nelken), Gentiana frigida (Enziane), Primula minima (Primeln), Fetthennen-Steinbrech, Kraut-Weide, Netz-Weide und andere. Unter den extremen Verhältnissen der alpinen Wiesen wachsen etwa 300 Pflanzenarten, davon 40 noch auch über 2600 m n.m.
Die Tierwelt wird von mehr als hundert Gattungen der Vögel, elf Gattungen der Fische sowie mehreren Gattungen von Reptilien, Lurchen und Säugetieren gebildet. Daneben kann man auch eine unbestimmte Anzahl der Wirbellosen finden. Als die bekanntesten Tierarten der Tatra gelten Gämsen (Tatra-Gämse), Murmeltiere (Alpenmurmeltiere) und Adler (Steinadler). Weiter gehören hierher: Auerhähne, Braunbären, Eurasische Luchse, Otter, Schneemäuse, Wildkatzen und Wölfe, von Vögeln Sperlings- und Waldkäuze, Uhus, Turm- und Wanderfalken sowie folgende Eiszeit-Relikte: Dreizehenspecht, Ringdrossel und Tannenhäher.

## Besondere Naturschutzgebiete

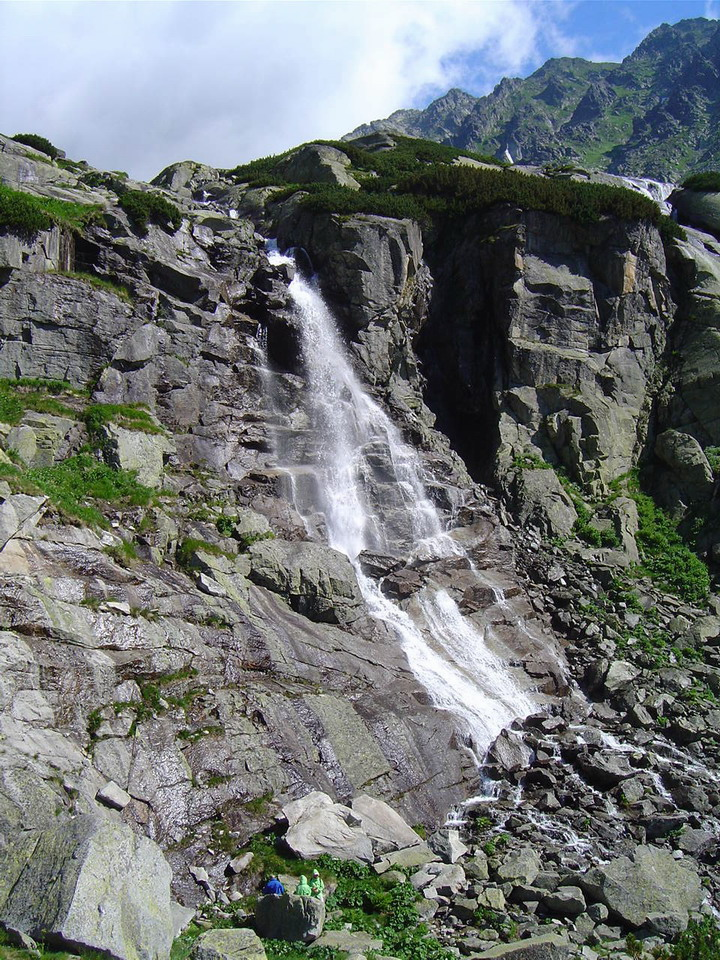
Wasserfall Skok in der Mlynická dolina

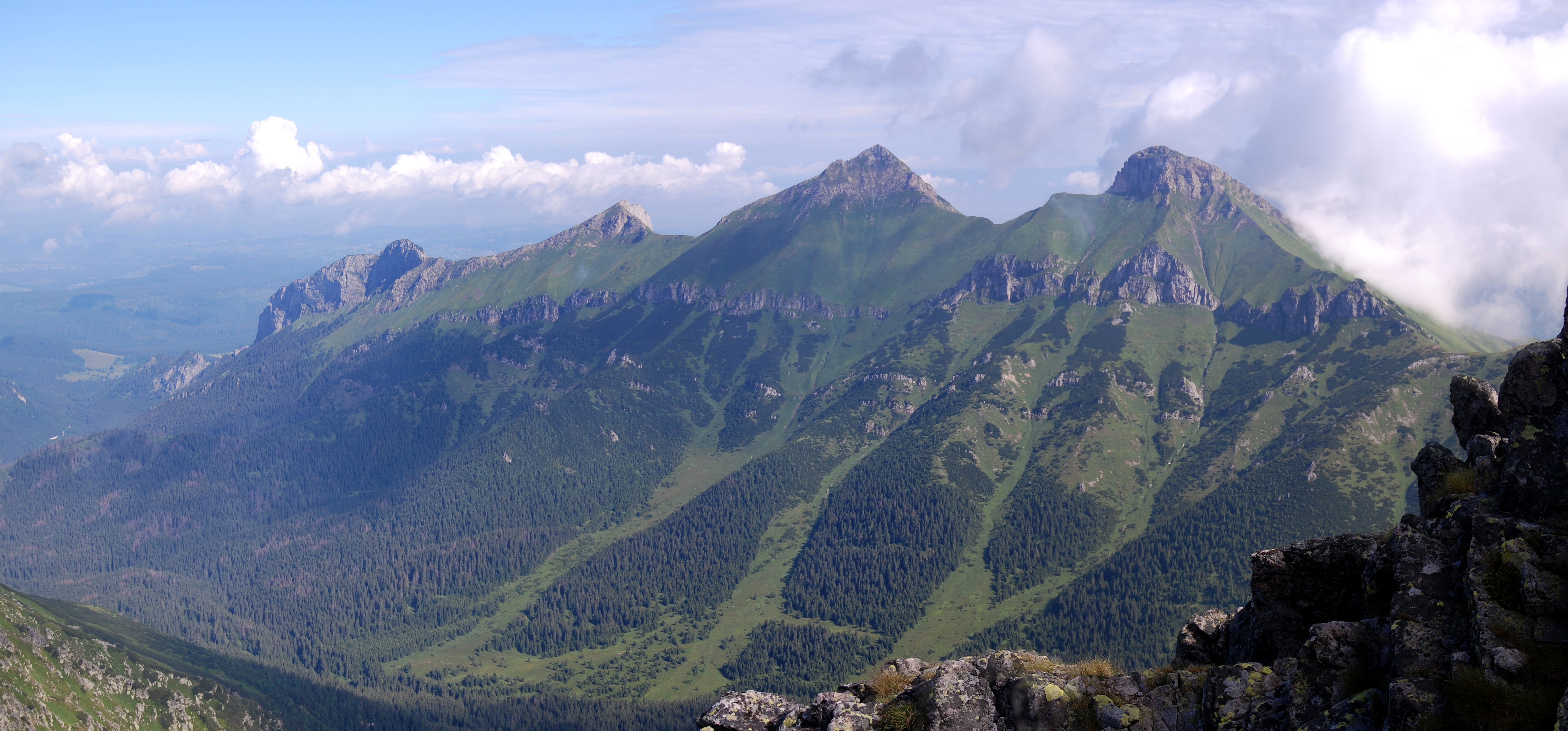
Westteil der Belaer Tatra

Neben dem Nationalpark gibt es noch eine Reihe besonders geschützter Gebiete:
- Národné prírodné rezervácie (NPR, Nationale Naturreservate)

| Batizovská dolina (523,6 ha, seit 1952) Belianske Tatry (5407,65 ha, seit 1991) Bielovodská dolina (3712,14 ha, seit 1991) Dolina Bielej vody (1661,11 ha, seit 1991) Furkotská dolina (842,43 ha, seit 1991) Javorová dolina (2250,89 ha, seit 1991) Juráňova dolina (434,32 ha, seit 1974) Kotlový žľab (70,77 ha, seit 1926) Kôprová dolina (3220,92 ha, seit 1991) Mengusovská dolina (1612,96 ha, seit 1991) Mlynická dolina (704,29 ha, seit 1991) Mních (74,75 ha, seit 1981) Mokriny (882,82 ha, seit 1981) Mraznica (159,8 ha, seit 1991) | Osobitá (457,98 ha, seit 1974) Pramenište (45,57 ha, seit 1991) Roháčske plesá (451,66 ha, seit 1974) Sivý vrch (112,67 ha, seit 1974) Skalnatá dolina (1069,05 ha, seit 1991) Slavkovská dolina (979 ha, seit 1991) Studené doliny (2222,41 ha, seit 1991) Suchá dolina (1585,54 ha, seit 1993) Štôlska dolina (739,96 ha, seit 1991) Tichá dolina (5966,64 ha, seit 1991) Uhlištiatka (385,51 ha, seit 1991) Važecká dolina (1185,86 ha, seit 1991) Velická dolina (1217,22 ha, seit 1991) |

- Národné prírodné pamiatky (NPP, Nationale Naturdenkmale)

Belianska jaskyňa (seit 1979)
Brestovská jaskyňa (seit 1979)
Javorinka (seit 2001)
- Prírodné rezervácie (PR, Naturreservate)

| Bor (133,61 ha, seit 1991) Brezina (1,16 ha, seit 1991) Čikovská (6,2 ha, seit 1991) Fľak (37,93 ha, seit 1991) Goliašová (27,29 ha, seit 1991) Grapa (40,86 ha, seit 1991) Hrádok nad Pavúčou dolinou (105,1 ha, seit 1991) | Mačie diery (45,61 ha, seit 1991) Pavlová (58,61 ha, seit 1991) Pod Črchľou (31,82 ha, seit 1991) Poš (20,82 ha, seit 1991) Rašelinisko (0,32 ha, seit 1991) Surovec (31,75 ha, seit 1991) Úplazíky (31,19 ha, seit 1974) |

## Nutzungskonflikte

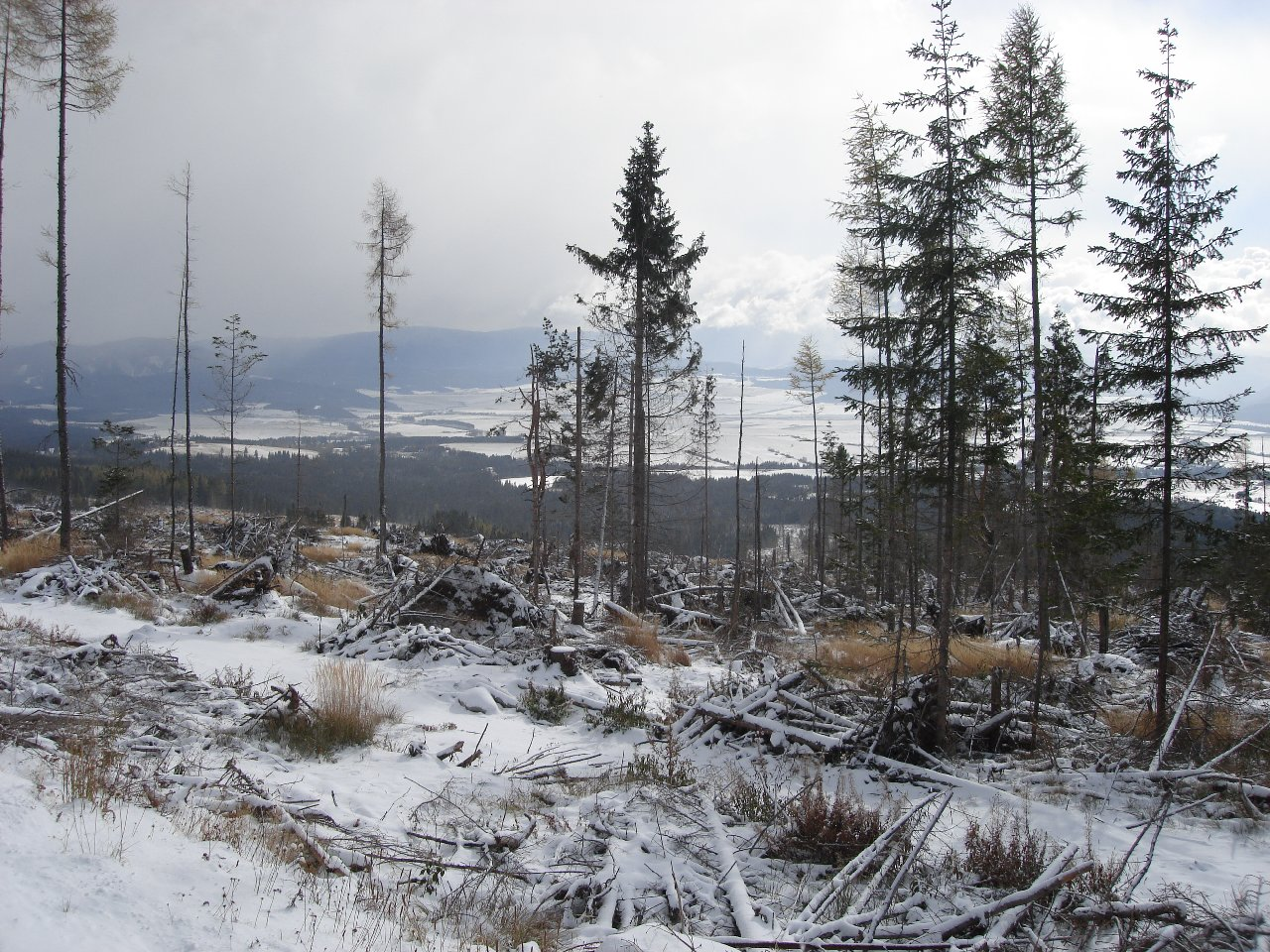
Folgen des Orkans vom 19. November 2004

Wie in vielen Schutzgebieten besteht auch im Tatra-Nationalpark ein Nutzungskonflikt: Investoren und Geschäftsleute der Tourismusbranche streiten über die Nutzung bestimmter Flächen mit den Vertretern des Naturschutzes. Mehrere Vorschläge einer neuen Zoneneinteilung des Nationalparks wurden deshalb diskutiert; bisher konnte jedoch keine befriedigende Lösung gefunden werden.
Insbesondere nach dem Orkan vom 19. November 2004 treten vermehrt Konflikte um die Ausfuhr der umgefallenen Bäume und die Bekämpfung der Waldkalamität (als Folge der Borkenkäfer-Übervermehrung) auf. In der Vergangenheit gab es heftige Konflikte in den Tälern Tichá dolina und Kôprová dolina zwischen nichtstaatlichen Naturschutzorganisationen und dem Forstbetrieb oder Umweltministerium.
Zum Beispiel fand im Winter 2010 auf dem zugefrorenen See Štrbské pleso ein Pferdepolo-Wettkampf statt, der See unterliegt jedoch der strengsten fünften Stufe des Naturschutzes, wo per Gesetz keine solchen Ereignisse durchgeführt werden sollen.